# Manfred
Manfred – imię męskie pochodzenia germańskiego. Wywodzi się od słów z języka staro-wysoko-niemieckiego man – człowiek i frid – opieka, pokój. Zatem Manfred to osoba „zapewniająca pokój i ochronę”.
Żeńska forma: Manfreda
Zdrobnienia: Fred, Fredek, Fredzio, Fredzia, Fredka, Maniek
Manfred imieniny obchodzi:
- 28 stycznia, jako wspomnienie św. Manfreda Settali[1],
- 27 października, jako wspomnienie św. Manfreda z Eberbachuu[2].

Znane osoby noszące imię Manfred:
- Manfred – król Sycylii z dynastii Hohenstaufów
- Manfred Bretschneider (ur. 1934) – wschodnioniemiecki kierowca wyścigowy i rajdowy
- Manfred Eigen – niemiecki biofizyk, noblista
- Manfred Gorywoda – działacz państwowy w okresie PRL
- Manfred von Richthofen – „Czerwony Baron”
- Manfred Lachs – polski prawnik, sędzia i prezes Międzynarodowego Trybunału Sprawiedliwości w Hadze
- Manfred Weber – niemiecki polityk i przedsiębiorca

Postacie fikcyjne o imieniu Manfred:
- Manfred 'Maniek' – fikcyjna postać z filmu „Epoka lodowcowa"
- Manfred - Sztuczna inteligencja, chatterbot występujący w serii książek pt. „Felix, Net i Nika”